# わたしの願い事
「わたしの願い事」（わたしのねがいごと）は、YUKIの25枚目（通算27作目）のシングル。2012年8月29日にエピックレコードジャパンから発売された。

## 解説
「プレイボール／坂道のメロディ」から4ヶ月ぶりのリリースで、タイトル曲とそのリミックスのみの収録となる。
タイトル曲は、綾瀬はるか主演映画『映画 ひみつのアッコちゃん』主題歌として書き下ろされた。YUKIはこの曲について、「脚本と映画を見てからの曲作りでした」「世界を変えるのではなく自分を変える。笑いじわで一杯の大人が増えれば良いですね」と述べている。また映画主演の綾瀬は、「物語に込められた思いが、歌の力を借りてスクリーンから飛び出して広がっていく気がしました。素晴らしい歌をありがとうございます」と話している。
初回生産限定盤は、映画の原作となる赤塚不二夫の漫画版「ひみつのアッコちゃん」のオリジナルワイドキャップステッカー仕様となり、ビデオクリップ収録のDVDが付属する。

## 収録曲
CD
1. わたしの願い事 [4:04]
  - 作詞：YUKI、作曲：Agree2、編曲：YUKI・玉井健二・百田留衣

松竹配給映画『映画 ひみつのアッコちゃん』主題歌。
2012年7月4日に神奈川県民ホールで行われたライブツアー『YUKI TOUR "BEATS OF TEN"』神奈川公演で初披露された[1]。
  - 2012年12月21日放送の「ミュージックステーションスーパーライブ」で本曲をパフォーマンス。これがYUKIにとって初のMステスーパーライブ出演となった。
2. わたしの願い事 -Serph remix- [4:22]
  - 電子音楽家のSerphによるリミックス。
3. わたしの願い事 -tofubeats remix- [5:41]
  - トラックメイカーのtofubeatsによるリミックス。

DVD（初回生産限定盤のみ）
1. わたしの願い事 -Music Video-